# Флодин, Хильда
Хильда Мария Флодин (Флодин-Риссанен; фин. Hilda Maria Flodin; 16 марта 1877[…], Гельсингфорс — 9 марта 1958, Хельсинки) — финская художница и скульптор, ученица Огюста Родена.

## Биография

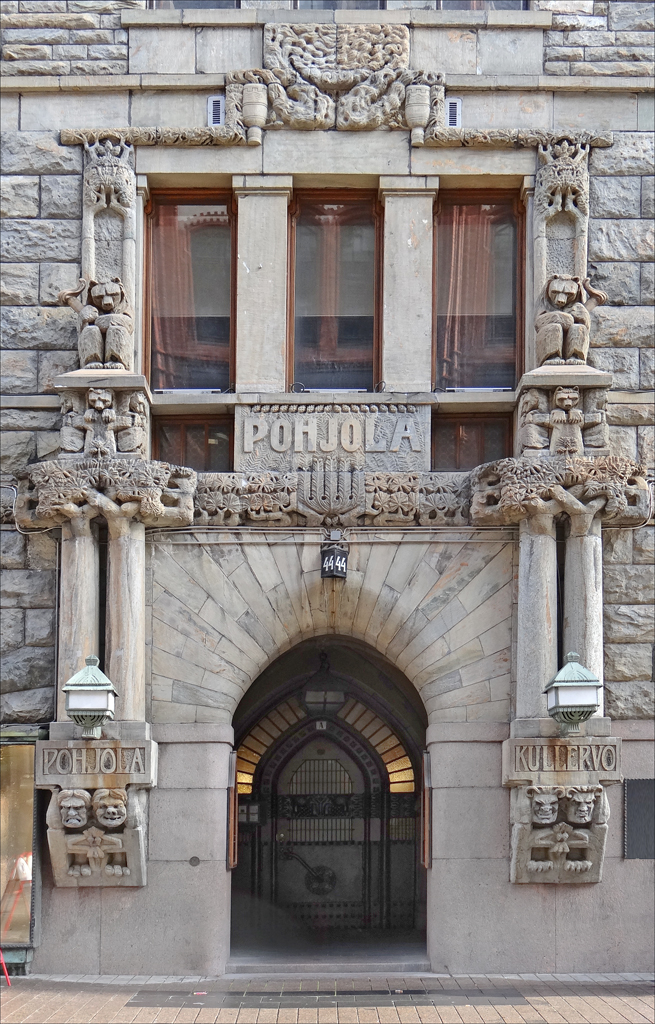
Портал здания страховой компании в Гельсингфорсе (Хельсинки). Скульптурный декор в стиле северного модерна выполнен Хильдой Флодин

Родилась в 1877 году в Гельсингфорсе (Хельсинки) в обеспеченной и образованной семье действительного статского советника Фритьофа Флодина. Была третьей из девяти детей. Тётка по матери — певица Ида Базилиер-Магельссен (1846—1928), двоюродный брат — композитор Карл Флодин, сестра — профессиональная пианистка и педагог Фанни Флодин.
В 1893 году, в возрасте 16 лет, начала обучение в Гельсингфорской рисовальной школе, где в то время преподавали скульптор Вальтер Рунеберг и художницы Элин Даниэльсон, Хелена Шерфбек и Мария Вийк. Одновременно с Флодин в рисовальной школе обучались Хуго Симберг и Эстер Хелениус, дружбу с которыми она поддерживала всю жизнь.
В 1898 году Хильда Флодин познакомилась в Гельсингфорсе с молодым мужем своей старшей сестры Фанни — Жюльеном Леклерком, и в 1899 году, завершив обучение, переехала к ним в Париж. Там Хильда с 1898 по 1902 год посещала занятия в Академии Коларосси. Ещё в 1900 году Леклерк представил Хильду Огюсту Родену. В 1903 году, вернувшись из образовательной поездки по Италии, она стала его ученицей. Она также позировала для ряда скульптур Родена.
После трёх лет обучения у Родена Хильда Флодин в 1906 году вернулась в Финляндию. В следующем 1907 году она была единственной женщиной, принявшей участие в первой в Финляндии выставке графического искусства. В 1910 году Флодин, Симберг и Аксель Галлен-Каллела организовали совместную выставку в Выборге. Успех в этом городе позволил им организовать выставки также в Або (Турку) и Гельсингфорсе. На этих выставках Флодин представила 80 работ — скульптуры, а также произведения живописи и графики.
В последующие годы, живя в Финляндии, Флодин уделяла всё больше внимания живописи, в особенности портретной. Эпизодически (в 1913 и 1927 годах) она выставлялась на парижском Осеннем салоне, параллельно участвуя во многих художественных выставках в Финляндии.
Хильда Флодин была замужем дважды. Первый раз (в 1908—1914 годах) — за художником Юхо Риссаненом. Этот брак закончился разводом. Её вторым мужем был врач Тааветти Лайтинен.
Скончалась в Хельсинки в 1958 году.